# Michele Placido
Michele Placido (italiană: [miˈkɛle ˈplatʃido]; n. 19 mai 1946, Ascoli Satriano, Apulia, Italia) este un actor, regizor și scenarist italian. Este cunoscut în special pentru rolul lui Corrado Cattani din serialul de televiziune La piovra (Caracatița).

## Viața și cariera
Michele Placido s-a născut pe 19 mai 1946, în Ascoli Satriano, într-o familie săracă din Rionero in Vulture, Basilicata. Este descendent al bine-cunoscutului Carmine Crocco. A studiat actoria la  Centro Sperimentale di Cinematografia din Roma, și apoi împreună cu Silvio D'Amico a studiat și la Academia de Arte Dramatice. Și-a făcut debutul ca actor în piesa Midsummer's Night Dream din 1969. Doi ani mai târziu a început să joace în filme, în regia lui Luigi Comencini, Mario Monicelli, Salvatore Samperi, Damiano Damiani, Francesco Rosi, Walerian Borowczyk, Marco Bellocchio, Paolo Cavara și Carlo Lizzani. Primul său succes l-a cunoscut cu rolul soldatului Paolo Passeri din Marcia trionfale (1976, regizat de Bellocchio), rol pentru care el a câștigat un premiu David di Donatello. Peste doi ani a câștigat premiul Ursul de Argint pentru cel mai bun actor la Festivalul Internațional de Film de la Berlin, ediția 29, pentru rolul muncitorului homosexual din melodrama ironică Ernesto (1978, regizată de Samperi).
A apărut în câteva filme TV din anii 1970, dar anul 1983 a marcat începutul celei mai mari popularități a sale, prin rolul principal al inspectorul de poliție ce investighează Mafia în serialul Caracatița, de Damiano Damiani. Și-a reluat rolul în următoarele trei părți ale serialului, până când personajul său a fost asasinat. După aceasta a apărut într-un număr de filme și producții de televiziune în calitate de om al legii ce se ocupă cu crima organizată, printre acre și filmul semibiografic despre Giovanni Falcone, în care l-a jucat pe judecătorul titular. În 2008, într-o răsturnare de roluri, Placido l-a portretizat pe capul longeviv al mafiei, Bernardo Provenzano, în filmul L'ultimo padrino.
Michele Placido a fost căsătorit cu actrița Simonetta Stefanelli; cei doi au divorțat în 1994. Stefanelli este cunoscută pentru rolul primei soții a lui Michael Corleone în filmul The Godfather. Fiica lor, Violante Placido, de asemenea este actriță.
Din 2012 Michele Placido este căsătorit cu actrița Federica Vincenti (n. 8 noiembrie 1983), după ce anterior au avut o relație de 10 ani.

## Filmografie

### Actor

#### Anii 1970
- 1972 Il caso Pisciotta regia Eriprando Visconti : Amerigo Lo Jacono
- 1972 Mia moglie, un corpo per l'amore, regia Mario Imperoli
- 1973 La mano nera, come Mike Placido, regia Antonio Racioppi : Antonio Turris
- 1973 Non ho tempo, regia Ansano Giannarelli
- 1973 Teresa la ladra, regia Carlo Di Palma : Tonino Santità
- 1973 Il Picciotto, regia Alberto Negrin : Rosario Mandalà (miniserie)
- 1974 Doamne, oare cum am putut să decad atât de mult? (Mio Dio, come sono caduta in basso!), regia Luigi Comencini
- 1974 Romanzo popolare, regia Mario Monicelli
- 1974 Processo per direttissima, regia Lucio De Caro : Stefano Baldini
- 1975 Peccati in famiglia, regia Bruno Gaburro
- 1975 Divina creatura, regia Giuseppe Patroni Griffi
- 1976 La orca, regia Eriprando Visconti
- 1975 Moses the Lawgiver (miniserial TV), regia Gianfranco De Bosio
- 1975 Orlando Furioso, regia Luca Ronconi : Agramante (miniserial TV)
- 1976 Ultimul post de control (L'Agnese va a morire), regia Giuliano Montaldo
- 1976 ...e tanta paura, regia Paolo Cavara : inspectorul Gaspare Lomenzo
- 1976 Marșul triumfal (Marcia trionfale), regia Marco Bellocchio
- 1977 Corleone, regia Pasquale Squitieri : Michele Labruzzo
- 1977 Oedipus Orca, regia Eriprando Visconti
- 1977 Kleinhoff Hotel, regia Carlo Lizzani : Pedro
- 1977 La ragazza dal pigiama giallo, regia Flavio Mogherini : Antonio Attolini
- 1977 Beach House, regia Sergio Citti) : Vincenzino
- 1978 Io sono mia, regia Sofia Scandurra : Giacinto
- 1979 Un om în genunchi (Un uomo in ginocchio), regia Damiano Damiani
- 1979 Tigers in Lipstick, regia Luigi Zampa : Angelo / fotograful
- 1979 The Meadow, regia Paolo and Vittorio Taviani) … Enzo
- 1979 Saturday, Sunday and Friday : Mario Salvetti
- 1979 Ernesto, regia Salvatore Samperi : The Man

#### Anii 1980
- 1980 Fontamara, regia Carlo Lizzani
- 1980 A Leap in the Dark, regia Marco Bellocchio : Giovanni Sciabola
- 1980 Lulu, regia Walerian Borowczyk : Schwarz
- 1981 Cargo, regia Serge Dubor : Giovanni
- 1981 Three Brothers, regia Francesco Rosi : Nicola Giuranna
- 1981 The Wings of the Dove, regia Benoît Jacquot : Sandro
- 1982 Sciopèn, regia Luciano Odorisio : Francesco Maria Vitale
- 1983 Ars amandi, regia Walerian Borowczyk : Macarius
- 1984 Les Amants terribles, regia Danièle Dubroux și Stavros Kaplanidis : Sergio
- 1984 Caracatița (La piovra), regia Damiano Damiani : comisarul Corrado Cattani (miniserial TV)
- 1985 La piovra 2, regia Florestano Vancini : comisarul Corrado Cattani (miniserial TV)
- 1985 Pizza Connection, regia Damiano Damiani : Mario Aloia
- 1986 Grandi magazzini, regia Castellano și Pipolo) : directorul
- 1986 Summer Night, regia Lina Wertmüller : Beppe Catanìa
- 1987 Caracatița 3 (La piovra 3), regia Luigi Perelli : comisarul Corrado Cattani (miniserial TV)
- 1987 Private Affairs, regia Francesco Massaro : Lionello
- 1988 Via Paradiso, regia Luciano Odorisio : Francesco
- 1988 Big Business, regia Jim Abrahams : Fabio Alberici
- 1988 Come sono buoni i bianchi, regia Marco Ferreri : Michele
- 1989 Caracatița 4 (La piovra 4), regia  Luigi Perelli : comisarul Corrado Cattani (miniserial TV)
- 1989 Mery per sempre, regia Marco Risi : Marco Terzi

#### Anii 1990
- 1990 Afganskiy izlom, regia Vladimir Bortko : Major Bandura
- 1991 Scoop, regia José María Sánchez : Marco Bonilli (miniserial TV)
- 1992 Close Friends, regia Michele Placido : tatăl Simonei
- 1992 Uomo di rispetto, regia Damiano Damiani) : Nino
- 1992 Drug Wars: The Cocaine Cartel, regia Paul Krasny) : Col. Roberto Chavez (miniserial TV)
- 1993 Quattro bravi ragazzi, regia Claudio Camarca : Marcione
- 1994 Father and Son, regia Pasquale Pozzessere : Corrado
- 1994 Policemen, regia Giulio Base : Sante Carella
- 1994 Lamerica, regia [Gianni Amelio]] : Fiore
- 1995 Un eroe borghese, regia Michele Placido : Silvio Novembre
- 1996 La Lupa, regia Gabriele Lavia : Malerba
- 1997 Racket, regia Luigi Perelli : Guido Gerosa (miniserial TV
- 1998 Il piacere e i suoi piccoli inconvenienti (Le Plaisir (et ses petits tracas)), regia Nicolas Boukhrief
- 1998 Del perduto amore, regia Michele Placido
- 1999 Panni sporchi, regia Mario Monicelli
- 1999 La balia, regia Marco Bellocchio
- 1999 Un uomo perbene, regia Maurizio Zaccaro
- 1999 Terra bruciata, regia Fabio Segatori

#### Anii 2000
- 2000 Liberate i pesci!, regia Cristina Comencini
- 2001 Tra due mondi, regia Fabio Conversi
- 2002 Searching for Paradise, regia Myra Paci
- 2003 Il posto dell'anima, regia Riccardo Milani
- 2004 L'amore ritorna, regia Sergio Rubini
- 2004 L'odore del sangue, regia Mario Martone
- 2005 Romanzo criminale, regia Michele Placido
- 2006 Arrivederci amore, ciao, regia Michele Soavi
- 2006 Caimanul (Il caimano), regia Nanni Moretti
- 2006 La sconosciuta, regia Giuseppe Tornatore
- 2006 Le rose del deserto, regia Mario Monicelli
- 2006 Commediasexi, regia Alessandro D'Alatri
- 2007 SoloMetro, regia Marco Cucurnia
- 2007 Piano, solo, regia Riccardo Milani
- 2007 2061 - Un anno eccezionale, regia Carlo Vanzina
- 2008 Smutek paní Snajderové, regia Eno și Piro Milkani
- 2008 Il sangue dei vinti, regia Michele Soavi
- 2009 Focaccia blues, regia Nico Cirasola
- 2009 Baarìa, regia Giuseppe Tornatore
- 2009 Oggi sposi, regia Luca Lucini

#### Anii 2010
- 2010 Genitori & figli - Agitare bene prima dell'uso, regia Giovanni Veronesi
- 2011 Manuale d'amore 3, regia Giovanni Veronesi
- 2011 Amici miei - Come tutto ebbe inizio, regia Neri Parenti
- 2011 Stupor del mondo, documentar de și cu Michele Placido
- 2012 Viaggio al cuore della vita, documentar de și cu Michele Placido
- 2012 Tulpa - Perdizioni mortali, regia Federico Zampaglione
- 2012 Il cecchino, regia Michele Placido
- 2012 Viva l'Italia, regia Massimiliano Bruno
- 2012 Razzabastarda, regia Alessandro Gassmann
- 2012 Itaker - Vietato agli italiani, regia Toni Trupia
- 2014 Living Legends, regia Niki Iliev
- 2015 La scelta, regia Michele Placido
- 2015 Io che amo solo te, regia Marco Ponti
- 2016 Un'avventura romantica, regia Davide Cavuti
- 2016 7 minuti, regia Michele Placido
- 2016 La cena di Natale, regia Marco Ponti
- 2018 Aquarius Visionarius - Il cinema di Michele Soavi, regia Claudio Lattanzi
- 2017 Preghiera, regia di Davide Cavuti - documentar
- 2019 Lectura Ovidii, regia dDavide Cavuti

#### Anii 2020
- 2020 Odio l'estate, regia Massimo Venier
- 2020 Preghiera per la vita, regia Davide Cavuti - documentar
- 2020 Calibro 9, regia Toni D'Angelo
- 2021 Un marziano di nome Ennio, regia Davide Cavuti
- 2021 Appunti di un venditore di donne, regia Fabio Resinaro
- 2022 Corro da te, regia Riccardo Milani
- 2022 Ti mangio il cuore, regia Pippo Mezzapesa
- 2022 L'ombra di Caravaggio, regia Michele Placido
- 2022 Falla girare, regia Giampaolo Morelli
- 2022 Orlando, regia di Daniele Vicari

### Regizor
- 1990 Pummarò
- 1992 Close Friends
- 1995 Un eroe borghese
- 1998 Of Lost Love'
- 2001 Un Altro mondo è possibile
- 2002 A Journey Called Love
- 2004 Ovunque sei
- 2005 Romanzo criminale
- 2009 The Big Dream
- 2009 L'Aquila 2009 - Cinque registi tra le macerie
- 2010 Vallanzasca - Gli angeli del male
- 2012 Le Guetteur
- 2015 La scelta

## Premii și nominalizări
| David di Donatello | David di Donatello                | David di Donatello         | David di Donatello |
| An                 | Titlu                             | Categorie                  | Rezultat           |
| ------------------ | --------------------------------- | -------------------------- | ------------------ |
| 1976               | Marcia trionfale                  | Targa d'Oro                | Câștigat           |
| 1981               | Fontamara                         | Cel mai bun actor          | Nominalizare       |
| 1985               | Pizza connection                  | Cel mai bun actor          | Nominalizare       |
| 1991               | Pummarò                           | Miglior regista esordiente | Nominalizare       |
| 1995               | Un eroe borghese                  | Premiul Special            | Câștigat           |
| 1999               | Del perduto amore                 | Pemiul David Scuola        | Nominalizare       |
| 2006               | Romanzo criminale                 | Cel mai bun film           | Nominalizare       |
| 2006               | Romanzo criminale                 | Cel mai bun regizor        | Nominalizare       |
| 2006               | Romanzo criminale                 | Cel mai bun scenariu       | Câștigat           |
| 2006               | Romanzo criminale                 | Pemiul David Giovani       | Câștigat           |
| 2007               | La sconosciuta                    | Cel mai bun actor          | Nominalizare       |
| 2011               | Vallanzasca - Gli angeli del male | Pemiul David Giovani       | Nominalizare       |

- 1995 - Câștigător al Efebo d'oro - Premio Internazionale Cinema narrativa- pentru filmul Un eroe borghese, tratto dal romanzo di Corrado Stajano.